# Ney (Ohio)
Ney é uma vila localizada no estado norte-americano de Ohio, no Condado de Defiance.

## Demografia
Segundo o censo norte-americano de 2000, a sua população era de 364 habitantes.
Em 2006, foi estimada uma população de 341, um decréscimo de 23 (-6.3%).

## Geografia
De acordo com o United States Census Bureau tem uma área de
1,1 km², dos quais 1,1 km² cobertos por terra e 0,0 km² cobertos por água.

## Localidades na vizinhança
O diagrama seguinte representa as localidades num raio de 20 km ao redor de Ney.